# Communauté rurale de Ndiène Lagane
Pour les articles homonymes, voir Lagane.
La communauté rurale de Ndiene Lagane est une communauté rurale du Sénégal située à l'ouest du pays. 
Elle fait partie de l'arrondissement de Ouadiour, du département de Gossas et de la région de Fatick.
Lors du dernier recensement, la CR comptait 11 993 personnes et 1 357 ménages.